# إيغناسيو فرنانديز
إغناثيو فرنانديز (بالإسبانية: Ignacio Fernández)‏ (12 يناير 1990 في الأرجنتين - ) هو لاعب كرة قدم أرجنتيني في مركز الوسط. لعب مع جيمناسيا لابلاتا وريفر بليت.

## مسيرته الكروية
لعب إيغناسيو فرنانديز خلال مسيرته الاحترافية مع ناديين في أحد عشر موسمًا وسجل خلالها 23 هدفًا ضمن 200 مباراة. حيث فاز في ثلاثة مواسم بالكأس ولم يفز بأي دوري.
خاض إيغناسيو فرنانديز مسيرته مع نادي جيمناسيا لابلاتا في موسم 2010–11 ليلعب معه ستة مواسم، مشاركًا في 106 مباراة سجل خلالها 15 هدفًا. ثم انتقل إلى نادي ريفر بليت في موسم 2016 ليلعب معه خمسة مواسم، حيث شارك في 94 مباراة سجل خلالها 8 أهداف.

## وصلات خارجية
- إيغناسيو فرنانديز على موقع قاعدة بيانات كرة القدم.إي يو (الإنجليزية)
- إيغناسيو فرنانديز على موقع ناشيونال فوتبول تيمز (الإنجليزية)
- إيغناسيو فرنانديز على موقع Soccerway.com (الإنجليزية)